# Pietro Avoscani
Pietro Avoscani (* 1816 in Livorno; † 1. März 1891 in Alexandria) war ein in Ägypten tätiger Architekt italienischer Herkunft.

## Leben und Werk

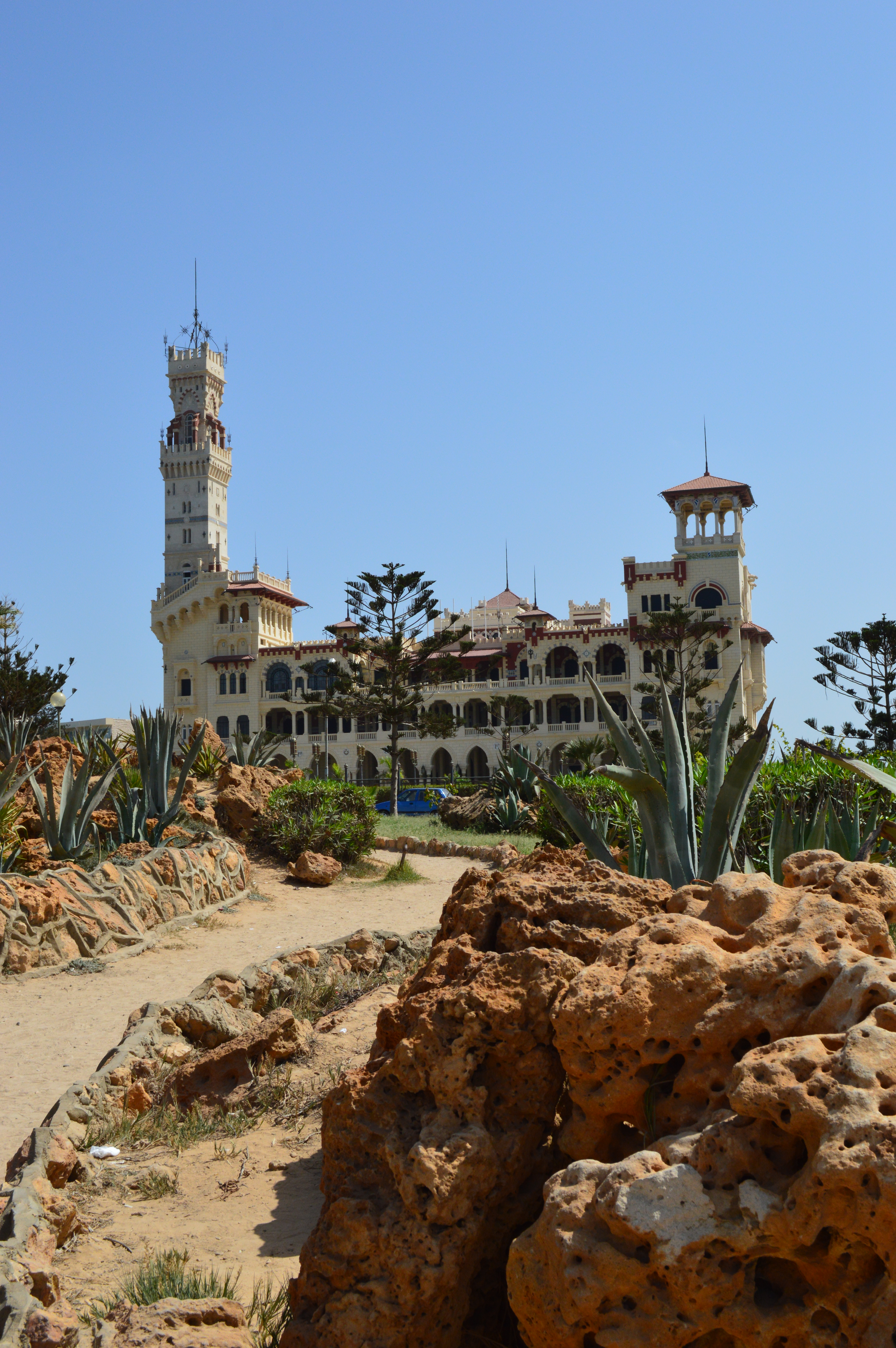
Ras el-Tin Palace

Ersilio Michel beschreibt in Esuli Italiani in Egitto, dass Pietro Avoscani als Sohn des Adligen Francesco Avoscani geboren wurde. Er zog am 28. März 1837 nach Alexandria, wo verschiedene Gebäude nach seinen Plänen entstanden.
So wurden der Palast von Gabbar (1846–48), der Raʾs-at-Tīn-Palast (1847), die Paläste von Abbasiyya und Hilmiyya (1849), die Paläste von Gazira und Chubra (1860–61), das Theater (1869), der Internationale Markt von Minia al-Bassal bzw. Bourse of Minet el Bassal (1871) von Avoscani entworfen. Im Jahr 1862 beauftragte ihn der Adlige Zizinia mit dem Bau des Teatro Zizinia, des größten Theaters Alexandrias, das durch das Vorbild von der Scala in Mailand inspiriert wurde.